# In de wind

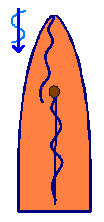
In de wind liggen met klapperende zeilen

Een schip ligt in de wind wanneer de wind recht of praktisch recht van voren in komt. Dit gebied beslaat voor langsgetuigde zeilschepen ongeveer 30-45 graden over beide boegen. Een zeilschip kan deze koers niet varen. Het wordt ook wel een in de windse koers genoemd en de hoek ten opzichte van de windrichting de dode hoek.
Voor grote, dwarsgetuigde schepen is de hoek van de in de windse koers zelfs veel groter: tot 70-90 graden over beide boegen. 
Als de bestemming in een in de windse richting ligt, moet er worden gelaveerd en moet er daarbij steeds aan de wind worden gevaren. Door een aantal keer overstag te gaan en over de andere boeg te gaan varen wordt een zigzagkoers gevaren. Dat heet laveren of kruisen. Een bestemming, die tegen de wind in ligt, kan op deze manier toch worden bereikt. Het duurt dan wel langer, omdat er meer afstand moet worden gezeild om bij de bestemming te komen. Een zeilschip dat hoog aan de wind kan varen, is het snelst bij de bestemming.
Andere koersen ten opzichte van in de wind zijn aan de wind, halve wind, ruime wind en voor de wind.